# Surinam Airways
Surinam Airways es una aerolínea comercial con sede en Paramaribo, Surinam. Opera vuelos regionales e internacionales. Su base es en el Aeropuerto Internacional Johan Adolf Pengel.

## Historia
La aerolínea fue establecida en 1955 para unir las ciudades de Surinam. El servicio inicial entre Paramaribo y Moengo fue ampliado después de la creación de la República de Surinam el 25 de noviembre de 1975, cuando se convirtió en la aerolínea nacional. Está totalmente controlada por el gobierno. 

## Destinos
Surinam Airways opera los siguientes destinos (actualizado en marzo de 2024):
| Países                    | Destinos                  | Aeropuertos                                       |
| Europa                    | Europa                    | Europa                                            |
| ------------------------- | ------------------------- | ------------------------------------------------- |
| Países Bajos              | Ámsterdam                 | Aeropuerto de Ámsterdam-Schiphol                  |
| Norteamérica              |                           |                                                   |
| Estados Unidos            | Miami (vía GEO)           | Aeropuerto Internacional de Miami                 |
| Centroamérica y El Caribe |                           |                                                   |
| Aruba                     | Oranjestad                | Aeropuerto Internacional Reina Beatrix            |
| Barbados                  | Bridgetown (vía GEO)      | Aeropuerto Internacional Grantley Adams           |
| Curazao                   | Willemstad                | Aeropuerto Internacional Hato                     |
| Sudamérica                |                           |                                                   |
| Brasil                    | Belém (directo o vía CAY) | Aeropuerto Internacional de Belém                 |
| Guayana Francesa          | Cayena                    | Aeropuerto de Cayenne-Rochambeau                  |
| Guyana                    | Georgetown                | Aeropuerto Internacional Cheddi Jagan             |
| Surinam                   | Paramaribo                | Aeropuerto Internacional Johan Adolf Pengel (HUB) |

## Flota

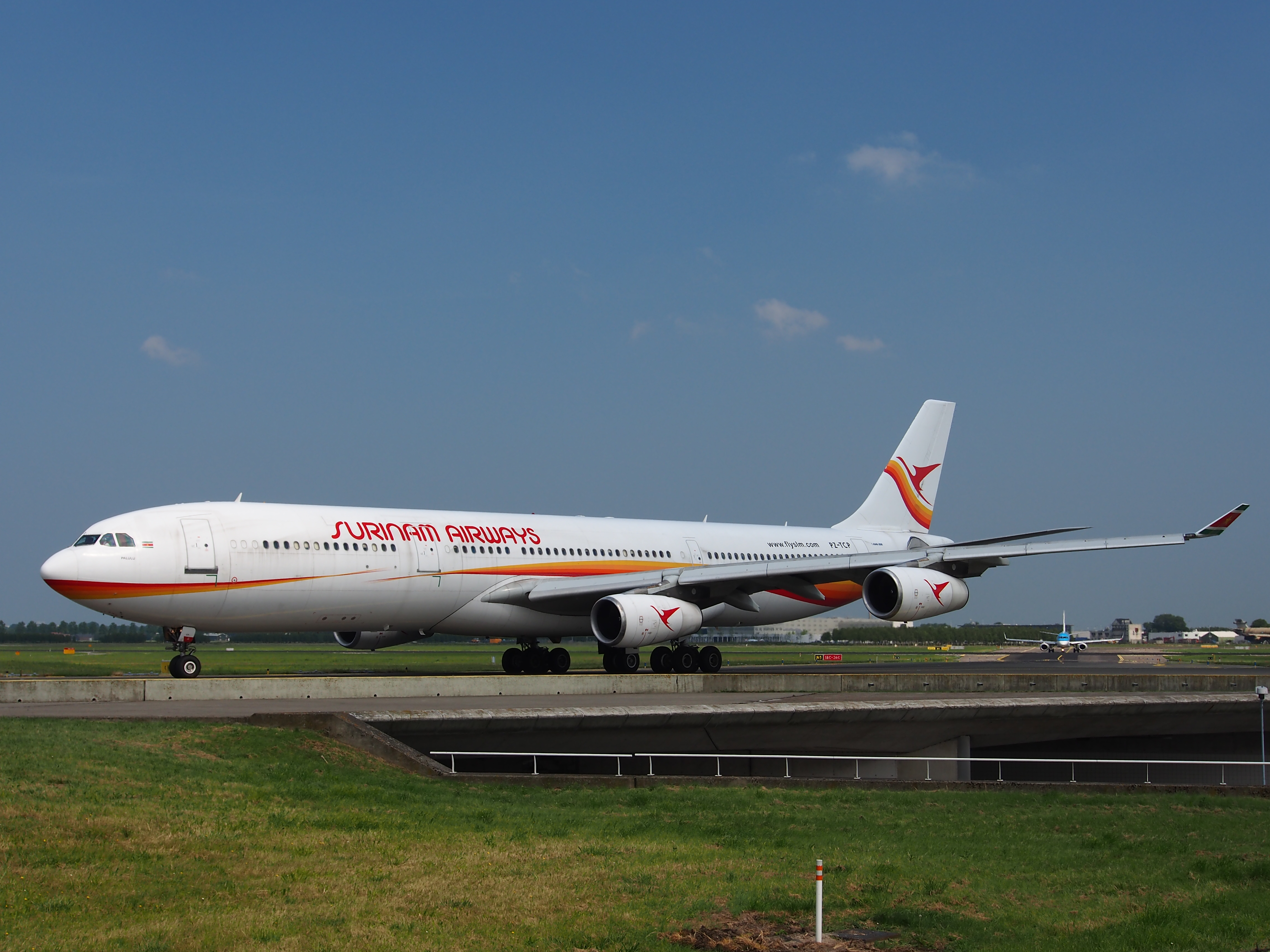
Airbus A340-300 de Surinam Airways en el Aeropuerto de Ámsterdam-Schiphol (2013)

### Flota actual

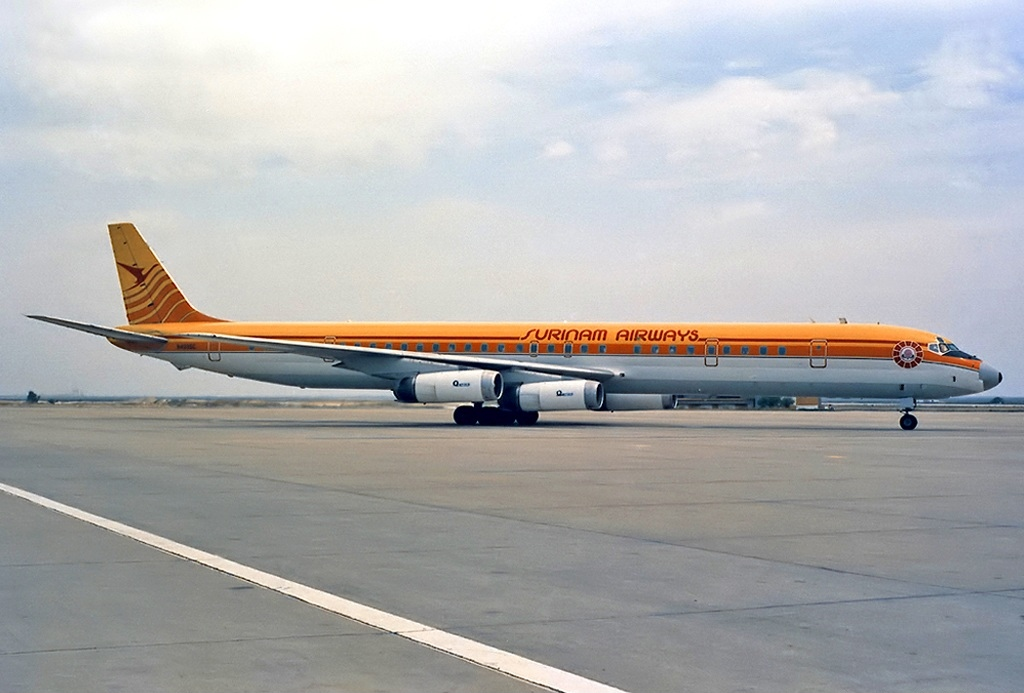
Douglas DC-8 de Surinam Airways en el Aeropuerto de Faro (1986)

| Aeronaves       | En servicio | Pedidos | Pasajeros                                          | Pasajeros                                          | Pasajeros                                          | Matrículas                                         | Antigüedad                                         | Notas                                                                            |
| Aeronaves       | En servicio | Pedidos | C                                                  | Y                                                  | Total                                              | Matrículas                                         | Antigüedad                                         | Notas                                                                            |
| --------------- | ----------- | ------- | -------------------------------------------------- | -------------------------------------------------- | -------------------------------------------------- | -------------------------------------------------- | -------------------------------------------------- | -------------------------------------------------------------------------------- |
| Airbus A340-600 | 1           | —       | 42                                                 | 275                                                | 317                                                | D-AUSZ                                             | 20,9 años                                          | Cubre la ruta PNB-AMS-PNB. Arrendado en wet lease a Universal Sky Carrier (USC). |
| Boeing 737-800  | 2           | —       | 12                                                 | 138                                                | 150                                                | PZ-TCV                                             | 16,8 años                                          | Cubren rutas continentales                                                       |
| Boeing 737-800  | 2           | —       | 12                                                 | 150                                                | 162                                                | PZ-TCX                                             | 17,5 años                                          | Cubren rutas continentales                                                       |
| Total           | 3           | —       | Edad media de la flota (julio de 2024): 16,9 años. | Edad media de la flota (julio de 2024): 16,9 años. | Edad media de la flota (julio de 2024): 16,9 años. | Edad media de la flota (julio de 2024): 16,9 años. | Edad media de la flota (julio de 2024): 16,9 años. | Edad media de la flota (julio de 2024): 16,9 años.                               |

### Flota histórica

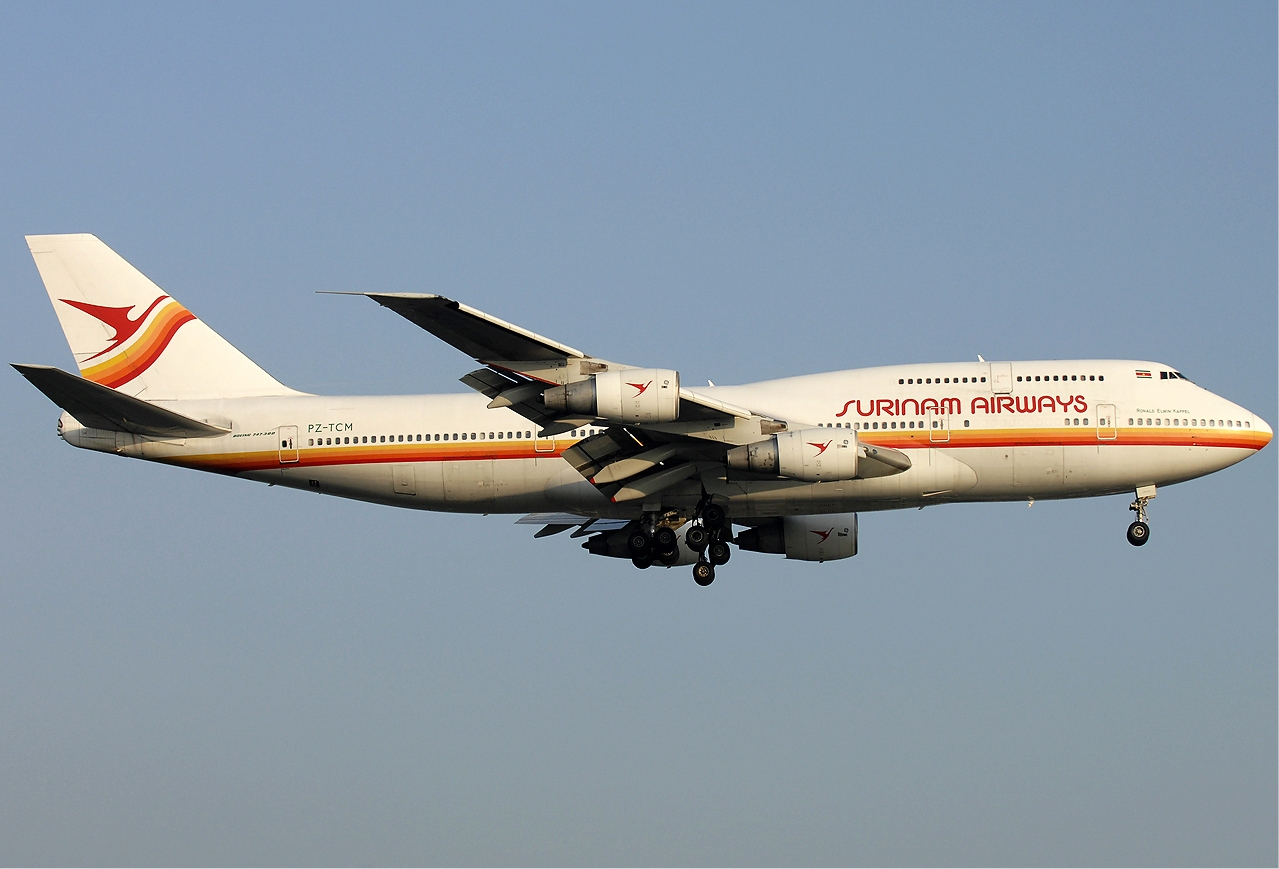
Boeing 747-300 de Surinam Airways (2009)

| Aeronaves                            | Total | Introducido | Retirado | Matrículas                              |
| ------------------------------------ | ----- | ----------- | -------- | --------------------------------------- |
| Airbus A320-200                      | 4     | 2021        | 2023     | EC-NMY, 9H-EMU, 9H-VDS y EC-NOZ         |
| Airbus A330-200                      | 2     | 2024        | 2024     | 9H-CFS y EC-OAQ                         |
| Airbus A330-900                      | 1     | 2022        | 2022     | CS-TKY                                  |
| Airbus A340-300                      | 3     | 2009        | 2024     | PZ-TCP, PZ-TCR y PZ-TCW                 |
| Boeing 707                           | 2     | 1985        | 1989     | EL-AJU y TF-AEC                         |
| Boeing 737-200                       | 1     | 1983        | 1984     | OY-APR                                  |
| Boeing 737-300                       | 3     | 2009        | 2018     | PZ-TCN, PZ-TCO y PZ-TCQ                 |
| Boeing 737-700                       | 2     | 2018        | 2021     | PZ-TCS y PZ-TCT                         |
| Boeing 747-200                       | 1     | 2002        | 2002     | G-BDXE                                  |
| Boeing 747-300                       | 1     | 2004        | 2010     | PZ-TCM                                  |
| Boeing 767-300                       | 1     | 2018        | 2018     | N793JM                                  |
| Boeing 777-200                       | 2     | 2019        | 2021     | PZ-TCU y EC-MUA                         |
| Cessna AT-17 Bobcat                  | 1     | 1955        | 1960     | PZ-TAE                                  |
| De Havilland Canadá DHC-6 Twin Otter | 1     | 1968        | 2005     | PZ-TCE, PZ-TAX, PZ-TAY, PZ-TCD y PZ-TCF |
| De Havilland Canadá Dash 8-300       | 1     | 1993        | 1999     | N106AV                                  |
| Douglas DC-3/C-47                    | 4     | 1960        | 1972     | PZ-TAX, PZ-TAY, PZ-TAM y PZ-TAW         |
| Douglas DC-6F                        | 1     | 1978        | 1981     | N47058                                  |
| Douglas DC-8                         | 5     | 1975        | 1992     | PH-DCW, N1806, N1809E, N4935C y PH-DEM  |
| McDonnell Douglas DC-9               | 1     | 1999        | 2003     | PZ-TCK                                  |
| McDonnell Douglas MD-82              | 1     | 2003        | 2009     | PZ-TCL                                  |
| McDonnell Douglas MD-87              | 1     | 1996        | 1999     | PZ-TCG                                  |

## Accidentes[7]
- El 5 de mayo de 1978, un Douglas DC-6F (N3493F), configurado para carga, estrelló su tren de aterrizaje contra unos árboles próximos a la pista del Aeropuerto Internacional Johan Adolf Pengel de Panamaribo. El avión, procedente de Curazao, quedó destruido, pero no hubo víctimas entre sus tres tripulantes.
- El 18 de octubre de 1986, un De Havilland Canadá DHC-6 Twin Otter (PZ-TCD) fue secuestrado en Stoelmanseiland mientras cubría la ruta Panamaribo-Stoelmanseiland-Raleigh. No hubo víctimas entre sus cuatro ocupantes.
- El 7 de junio de 1989, el Vuelo 764 de Surinam Airways, un Douglas DC-8 (N1809E), proveniente del Aeropuerto de Ámsterdam-Schiphol, se estrelló en la aproximación al Aeropuerto Internacional Johan Adolf Pengel de Panamaribo. El desastre fue el peor de la historia de Surinam, con 176 víctimas de las 187 personas a bordo.